# Blaydon
Blaydon – miasto w północno-wschodniej części Anglii, w regionie North East England, w hrabstwie Tyne and Wear, w dystrykcie Gateshead. W 2001 roku miasto liczyło 14 648 mieszkańców.